# Victor Bouffort
Victor Bouffort, né le 14 novembre 1912 à Bondy (Seine-Saint-Denis) et décédé le 20 novembre 1995 à Valréas (Vaucluse), était un ingénieur français, qui a travaillé dans les domaines de l'aéronautique et de l'automobile. Inventeur prolifique, il a conçu de nombreux prototypes aux caractéristiques révolutionnaires pour leur époque. Il a notamment travaillé avec Charles de Rougé, concepteur de toute une série d'avions à empennage en T, du nom d'Élytroplan. Après la Seconde Guerre mondiale, il s'est spécialisé dans les véhicules terrestres, à roues et à chenilles, tant pour l'armée française que pour le grand public.